# Трън (община Битоля)
Вижте пояснителната страница за други значения на Трън.
Трън (на македонска литературна норма: Трн) е село в община Битоля на Северна Македония.

## География
Селото се намира на 578 m надморска височина в средната част на Битолското поле, на 10 km североизточно от Битоля, от дясната страна на Църна.

## История
В Трън има разкрити три неолитни селища - Тумба в самото село, Голема тумба на северозапад от селото и Мала тумба на югоизток.
В XIX век Трън е село в Битолската кааза на Османската империя. Според статистиката на Васил Кънчов („Македония. Етнография и статистика“) от 1900 година Трънъ има 240 жители, всички българи християни.
На Етнографската карта на Битолския вилает на Картографския институт в София от 1901 година Трън е чисто българско село в Битолската каза на Битолския санджак с 29 къщи.
След Илинденското въстание в началото на 1904 година цялото село минава под върховенството на Българската екзархия. По данни на секретаря на екзархията Димитър Мишев („La Macédoine et sa Population Chrétienne“) в 1905 година в Трън има 200 българи екзархисти.
По време на Балканската война в 1912 година 1 човек от Трън е доброволец в Македоно-одринското опълчение.
В 1961 година има 305 жители. Трънчани се изселват предимно в Битоля, Горно и Долно Оризари, презокеанските земи и Европа. Според преброяването от 2002 година селото има 113 жители, всички северномакедонци.
| Националност     | Всичко |
| северномакедонци | 113    |
| албанци          | 0      |
| турци            | 0      |
| роми             | 0      |
| власи            | 0      |
| сърби            | 0      |
| бошняци          | 0      |
| други            | 0      |

В селото има църква „Свети Никола“.

## Личности
Родени в Трън
- Йордан Наум, българин, православен, арестуван преди април 1904 година, обвинен в „притежание на опасни документи“, осъден от Извънредния съд на 2 години каторга, лежал в Битолския затвор, амнистиран с общата амнистия от 12 април 1904 година[9]